# ジャスト・ア・リトル・ホワイル
「ジャスト・ア・リトル・ホワイル」(Just a Little While)は、ジャネット・ジャクソンの楽曲。

## 概要
8枚目のスタジオ・アルバム『ダミタ・ジョー』から先行シングルとしてリリース。ダラス・オースティンがプロデュースを務めた。
同年の来日プロモーションで『HEY!HEY!HEY! MUSIC CHAMP』『ミュージックフェア』などに出演した際にはこの曲を披露した。

## 収録曲
日本盤 マキシ・シングル
1. ジャスト・ア・リトル・ホワイル (シングル・レディオ・エディット) - 3:59
2. ジャスト・ア・リトル・ホワイル (ピーター・ラウファー・クラブ・ミックス) - 9:28
3. ジャスト・ア・リトル・ホワイル (モーリシズ・ヌー・ソウル・リミックス) - 7:12